# 丫蕊薹草
丫蕊薹草（学名：Carex ypsilandraefolia）是莎草科薹草属的植物。分布在中国大陆的湖南、福建、江西、广东等地，生长于海拔700米至1,650米的地区，见于林下或山坡阴湿处，目前尚未由人工引种栽培。

## 别名
药花属叶薹草（北研丛刊）